# Andrea Costa
Pour les articles homonymes, voir Costa.
Andrea Costa (né le 30 novembre 1851 à Imola et mort le 10 janvier 1910  dans la même ville) est un membre de la Première Internationale, militant anarchiste puis député socialiste italien. Il est considéré comme l'un des fondateurs du mouvement socialiste en Italie.

## Biographie
Militant anarchiste, compagnon avec Errico Malatesta et Carlo Cafiero de la Fédération jurassienne (1870-1880), il est considéré par James Guillaume comme l'inventeur de la terminologie « propagande par le fait » popularisée par Paul Brousse. Le 9 juin 1877, il donne à Genève une conférence sur la « propagande par le fait », une stratégie d'action politique basée sur la violence et ayant pour but de favoriser une prise de conscience populaire. La « propagande par le fait » est adoptée au congrès de Londres en 1881.
Il se convertit au parlementarisme en 1879, probablement sous l'influence de sa femme Anna Kuliscioff, elle-même militante anarchiste.
En 1881, il fonde le Partito Socialista Rivoluzionario Italiano (Parti Socialiste Révolutionnaire Italien), ancêtre du Partito Socialista Italiano (Parti socialiste italien). Il a également été un membre important de l'Extrême gauche historique.
Initié en franc-maçonnerie le 25 septembre 1883 dans la loge Rienzi de Rome, il fut grand maître adjoint du Grand Orient d'Italie.

## Notices
- L'Éphéméride anarchiste : notice biographique.
- RA.forum : notice bibliographique.
- RA.forum, Italie. Histoire de l’anarchisme. 19e siècle, notice bibliographique.
- (it) Dizionario biografico degli anarchici italiani, volume I, Pisa, BFS Edizioni, 2003, pp. 453–4590.